# Хантингтонова хореа
Хантингтонова хореа (од речи χορεία — плес, јер су покрети особа оболелих од ове болести налик плесу староседелаца Северне Америке) или Хантингтонова болест је неуролошка болест која се наслеђује аутозомно-доминантно. Јавља се врло ретко, са учесталошћу од 1:25 000. Описана је 1872. године.
Манифестације овог обољења су:
- на самом почетку благо попуштање интелектуалних способности,
- губитак равнотеже,
- неконтролисана кретања;
- параноидна стања;
- деменција

Хантингтонова болест је аутозомно доминантна наследна болест која се клинички манифестује прогресивним поремећајима кретања и деменцијом у средњем одраслом добу, односно, после 30-те године живота, а током наредних 15-20 година долази до потпуног губитка моторне контроле и менталних функција.

## Етиологија и патогенеза
Хантингтонова болест наслеђује се аутозомно доминантно. Ген за ХБ је смештен је 4p16.3 хромозому, а састоји се од полиморфног CAG тринуклеотида који понављано кодира полиглутаминску регију беланчевине назване хантингтин. Нормални Хб ген садржи 11-34 копија овог триплета, а код болесника с ХБ-и број триплета се многоструко повећа. Што је већи број поновљених триолет мутација и већа количина полиглутамина, то ће се пре створити абнормални протеински агрегати, а потом интрануклеарне инклузије и болест.

## Патологија
Макроскопски се на пресеку мозга види изразито атрофичан каудатни нуклеус (nucleus caudatus), а секундарно је атрофичан и путамен. Латералне и траца комора због тога су проширене. Микроскопски, број стријатних нервних ћелија је смањен, а највећи је губитак изражен перивентрикуларно у каудатном нуклеусу (nucleus caudatus) и у путамену. Најизразитије је смањен број средње великих нервних ћелија које комуницирају са другим неуронима путем трансмитора као што су гама-аминобутерна киселина (ГАБА), супстанца П и енкефалини. Уз губитак нервних ћелија изражена је јака реактивна троглиоза.

## Клиничка слика
У симптоме ове болести сврставају се прогресивни поремећаји кретања, као што су неправилни невољни спазмодични покрети удова и лица (хореја), трзаји, прекомерни покрети мишића целог тела (хиперкинеза). Губитак менталних способности редовно доводи до деменције. Смртни исход следи након просечно 15 година, при чему су непосредни узрок смрти најчешће интеркурентне инфекције.